# Alexa Färber
Alexa Färber (* 1968) ist eine deutsche Europäische Ethnologin.

## Leben
Sie studierte Islamwissenschaften und Europäische Ethnologie in Hamburg, Toulouse und Berlin (1998 Magistra Artium in Islamwissenschaften, 2003 Dr. phil.  Repräsentationsarbeit als kulturelle Praxis: Ethnographische Zugänge zu Wissen auf der Expo 2000 Humboldt-Universität zu Berlin). Von 1999 bis 2002 war sie Stipendiatin der DFG im Graduiertenkolleg Repräsentation, Rhetorik, Wissen an der Europa-Universität Viadrina. Von 2003 bis 2007 war sie wissenschaftliche Mitarbeiterin am DFG-Forschungsprojekt Urbane Kultur und ethnische Repräsentation: Berlin und Moskau auf dem Weg zur world city? am Institut für Europäische Ethnologie der Humboldt-Universität zu Berlin. Von 2006 bis 2007 hatte sie ein Postdoc-Forschungsstipendium des DAAD/Fondation Maison des Sciences de l’Homme (CMH), Forschungsgruppe Enquêtes, Terrains, Théories (ETT), an der ENS Paris. Von 2007 bis 2009 war sie wissenschaftliche Mitarbeiterin Seminar für Europäische Ethnologie/Volkskunde der Christian-Albrechts-Universität zu Kiel. Von 2009 bis 2010 war sie Juniorprofessorin Institut für Europäische Ethnologie der Humboldt-Universität zu Berlin. Von 2010 bis 2018 lehrte sie als Professorin für Stadtanthropologie/-ethnographie und Leitung des Studienprogramms Kultur der Metropole an der HafenCity Universität Hamburg. Seit September 2018 ist sie Professorin für Historische Dimensionierung von Alltagskulturen am Institut für Europäische Ethnologie der Universität Wien.
Ihre Forschungsschwerpunkte sind Kulturwissenschaftliche Stadtforschung, visuelle Kulturen/Praxis, Wissensanthropologie und Arbeitskulturenforschung.

## Schriften (Auswahl)
- als Herausgeberin: Hotel Berlin. Formen urbaner Mobilität und Verortung. Münster 2005, ISBN 3-8258-8875-4.
- Weltausstellung als Wissensmodus. Ethnographie einer Repräsentationsarbeit. Münster 2006, ISBN 3-8258-8139-3.
- als Herausgeberin mit Riem Spielhaus: Islamisches Gemeindeleben in Berlin. Berlin 2006, ISBN 3-938352-14-0.
- als Herausgeberin: Stoffwechsel Berlin. urbane Präsenzen und Repräsentationen. Berlin 2010, ISBN 978-3-938714-12-6.